# アーバンデータチャレンジ
アーバンデータチャレンジは、地方自治体等が保有するデータを用いた地域課題解決のコンテストである。
東京大学空間情報科学研究センターの「次世代社会基盤情報・寄付研究部門」と、産官学の関係機関が連携して社会インフラのデータにかかわる情報の流通環境を整備することを目的とした組織「一般社団法人社会基盤情報流通推進協議会 (AIGID)」が主催している。
「一般社団法人社会基盤情報流通推進協議会」は、社会インフラに関わる情報の収集・配信・利活用等の流通環境の整備の活動を行っており、その一環として、自治体等の提供可能なデータ、データの活用に効果的なツール、有効なデータ利活用方法等を募集している。
アプリケーション部門、データ部門、アイデア部門、ソリューション部門が設置されている。ソリューション部門は2014年度より創設され、2016年度からソリューション部門に代わりアクティビティ部門が創設された。
インフラデータチャレンジは、アーバンデータチャレンジ（UDC）と共同運営で開催されているコンテストである。インフラデータチャレンジでは、データ・ICTを活用して、インフラ管理者や利用者が抱える課題を解決するアプリケーションやアイデアを募集している。

## 運営団体
一般社団法人社会基盤情報流通推進協議会は、産官学の関係機関が連携して、社会インフラに関わる情報の収集・配信・利活用等の流通環境の整備を行う団体である。2011年9月に前進の「社会基盤情報流通推進協議会」が発足され、2014年4月に一般社団法人となった。
事業は、プラットフォームシステムの構築・運営を行う「プラットフォーム (PF) 事業」と、地域のG空間情報を含む社会基盤情報市場の活性化を図る「利活用推進・支援事業」からなる。

## 地域拠点
2013年度は東京都市圏のみを対象に開催されていたが、2014年度からは全国へと対象地域を拡大して開催された。
アーバンデータチャレンジ2014の地域拠点
- 北海道ブロック 室蘭市
- 茨城ブロック 水戸市
- 東京ブロック 日野市
- 神奈川ブロック 横浜市
- 静岡ブロック 静岡県
- 石川ブロック 金沢市
- 大阪ブロック 大阪市
- 島根ブロック 松江市
- 徳島ブロック 徳島県
- 福岡ブロック 福岡市

アーバンデータチャレンジ2015にて追加した地域拠点（第2期）
- 岩手ブロック 一関市
- 福島ブロック 会津若松市
- 滋賀ブロック 大津市
- 奈良ブロック 生駒市
- 和歌山ブロック 橋本市
- 鳥取ブロック 鳥取県
- 愛媛ブロック 道後地域
- 佐賀ブロック 佐賀市
- 鹿児島ブロック 肝付町

アーバンデータチャレンジ2016にて追加した地域拠点（第3期）
- 千葉ブロック 千葉市
- 埼玉ブロック さいたま市
- 山梨ブロック 笛吹市ほか
- 富山ブロック 富山市ほか
- 長野ブロック 長野市ほか
- 岐阜ブロック 岐阜市ほか
- 愛知ブロック 日進市、豊橋市、名古屋市ほか
- 京都ブロック 京都市ほか
- 兵庫ブロック 尼崎市
- 岡山ブロック 岡山市

## 2013年受賞作品
- アプリケーション部門　金賞
  - AED SOS - AEDを救命現場に届ける仕組みを作るアプリ。
- アプリケーション部門　銀賞
  - 移動物データ可視化システム「mobmap」 - 人の流れを地図上で可視化。
- アプリケーション部門　銅賞
  - 富岳3776景サイト - 位置情報付きの富士山の写真を投稿・閲覧できるサービス。
- データ部門　金賞
  - 平成25年４月～11月八王子市内侵入窃盗データ - 犯罪被害発生状況のデータをもとに名義尺度化を行い、町丁目別世帯数・人口を加えて緯度経度を付加したデータ。
- データ部門　銀賞
  - udct+ - オープンデータをより利用しやすくするために、これらのオープンデータに緯度・経度を付与し、CSV、KML、GeoJSONのフォーマットで配信。
- データ部門　銅賞
  - 鉄道インフラデータ - 鉄道の経路探索（位相情報）および駅間の路線形状（幾何形状）双方をカバーした鉄道データ。
- アイデア部門　金賞
  - 直感的な避難誘導 - スマートフォンを活用した災害時の情報提供サービスのアイデア。
- アイデア部門　銀賞
  - ゴミ収集のみえる化システム「ゴミえるん」 - ゴミ収集事業者がGPS端末と重量計を用いて位置情報やゴミ積載量を取得し、これらのデータを住民に提供するアイデア。
- アイデア部門　銅賞
  - お･す･そ･わ･け ― オープンデータを使って古き良き「田舎」のコミュニティをつくる - 共有農地の情報を集約する市民参加型ウェブサイトのアイデア。
- 自治体特別賞（静岡県）（アプリケーション部門）
  - 富士フォト - 「富士山ビューポイント」のデータを使ったiPhone/Androidアプリ。
- NTT空間情報賞（アイデア部門）
  - 移動販売・臨時店舗による買物難民の解消 - 日常の買い物が困難な“買い物弱者”を支援するアイデア。
- 実行委員会奨励賞（アプリケーション部門）
  - リモートでちょっと川の様子見てくる - 国土数値情報を使って、川の水位や浸水想定区域、避難所、避難ルートなどを地図上に表示したハザードマップ。

## 2014年受賞作品
- アプリケーション部門　金賞
  - さっぽろ保育園マップ - 自治体の持つ保育園データから、条件にあった保育園を簡単に探せるマップ。
- アプリケーション部門　銀賞／水戸市長特別賞
  - How Will My City Affect Me?　～まちと私はどうなるの？～ - 自治体が想定している都市計画をインプットとして、簡易なシミュレーションをして表示するウェブツール。
- アプリケーション部門　銅賞
  - 金沢区・減災クエスト - スマホやPCのWebブラウザ上で動作する減災支援アプリ。ゲームの世界を模したわかりやすい情報デザイン。
- アプリケーション部門　銅賞
  - まちの灯りを見てみよう！ - 町内会などと協働して、防犯街路灯の位置情報を収集し、灯りのデータベースを構築するアプリ。
- アプリケーション部門　銅賞
  - ソーシェルジェ - フェイスブックの会話に含まれる公共的なニーズを抽出し、それにマッチする公共施設をタイムリーに照会、施設の有効利用を促進する機能。
- アプリケーション部門　銅賞
  - 金沢すきま旅 - 「すきま時間」で今から往復可能かつ、堪能できる金沢の観光地を提案するアプリ。
- データ部門　銀賞／水戸市長特別賞
  - 水戸中心商店街マップ　オープンデータ化 - 地元商店街連合会から発行されている水戸中心商店街マップをオープンデータ化することを目指すプロジェクト。
- データ部門　銅賞
  - 地域資源データセット - 各地方自治体の地域特産品や観光資源の情報をまとめたデータセット。
- アイデア部門　金賞
  - ジジババウォッチ - 日本社会の課題である「急速な高齢化」「世代間交流の喪失」を解決するためのG空間オープンデータ使用システム。
- アイデア部門　銀賞
  - ムロタクシェア - 室蘭の交通状況と室蘭工業大学の学生の生活状況において、学生同士でタクシー共有するアプリ。
- アイデア部門　銅賞
  - イベントコンシェルジュ - イベント情報を行政がデータベース化して、オープンデータにした情報をもとにしたアプリ。
- ソリューション部門賞／室蘭市特別賞
  - 室蘭LocalWiki - 地域の観光資源の掘り起こしと情報発信をするツール。地元の市民により定期的に地域の観光資源に関する情報の編集会議を行うプロジェクト。
- ソリューション部門賞
  - 5374（ゴミナシ）.jp - いつ、どのゴミが収集されているのか？簡単に知るアプリ。各地域で開発者が改良を続けるなどコミュニティが拡大しているプロジェクト。
- 土木情報学特別賞（アイデア部門）
  - PUBLIC MIND HOME
- 水戸市長特別賞（アイデア部門）
  - 自転車向け情報活用による地域観光振興～ラックバスの導入に向けて～

## 2015年受賞作品
- アプリケーション部門 金賞
  - 北海道統計データ閲覧ツールseseki
- アプリケーション部門 銀賞
  - 大津祭曳山ストーリーテラー
- アプリケーション部門 銅賞
  - マプコXD-マップでつなぐ、地域コミュニケーション-
- データ・可視化部門 金賞
  - 交通量計測器TRAPO
- データ・可視化部門 銀賞
  - さすけね降雪情報登録システム
- アイデア部門 金賞
  - 陣痛ダイアリーによる男女協働参画社会をめざすKODOプロジェクト
- アイデア部門 銀賞
  - tenbin
- ソリューション部門：
  - 写真で紐解くたまがわ
  - 会津若松市空間位置情報付き写真データの整備と普及
- UDC2015特別賞 学生奨励賞
  - FMAIKO-松江歴史あつめ-
- オープンガバメント推進協議会賞 金賞
  - 大津祭曳山ストーリーテラー
- オープンガバメント推進協議会賞 銀賞
  - 室蘭百名坂
- オープンガバメント推進協議会賞 銅賞
  - 北海道統計データ閲覧ツールseseki
- 水戸市長特別賞 アプリ賞
  - 高精度エリアレポーティングサービスSpaada（スパーダ）
- 水戸市長特別賞 アイデア賞
  - ソナエドー
- 静岡市特別賞 最優秀賞
  - しずみち探検隊
- 日野市特別賞 金賞
  - 日野市地域活動子どもカレンダー
- 日野市特別賞 銀賞
  - 日野再発見マップの提案
- 日野市特別賞 銅賞
  - 日野グルメまっぷ
- 橋本市長特別賞
  - 橋本市 子育ての街プロジェクト
  - はしもと子育て応援アプリ

## 2016年受賞作品[4]
- UDC2016ベスト地域拠点賞
  - ベスト地域拠点賞
    - 石川ブロック

  - 地域拠点新人賞
    - 岐阜ブロック

- アプリケーション部門
  - 銀賞
    - LIGHTWEIGHT ROAD MANAGER
    - オガルコ

  - 銅賞
    - 土地スカウター

- アクティビティ部門
  - 金賞
    - のとノットアローン

  - 銀賞
    - インバウンド向け観光アプリAFTER FIVER
    - MYCITYFORECASTを活用したシミュレーションワークショップ
    - WIKIPEDIA TOWN IN SCHOOL
    - “地図を使った地域づくり”のすすめ WITH オープンマップ＠山口市

- データ部門
  - 金賞
    - パーソナルデータからオープンデータへ　～住民基本台帳を匿名加工しオープンデータに！！～

  - 銀賞
    - 地方議会議事録検索 議事ロックス
    - 観光客向けの京都らしいデータ・セット

- アイデア部門
  - 銀賞
    - PCDB
    - 生存確率

- 学生奨励賞
  - 子育てイベントカレンダー「ぽかぽか」日野市版
  - 写真からどこ行くの？

- オープンガバメント推進協議会賞
  - 金賞
    - 写真からどこ行くの？

  - 銀賞
    - LIGHTWEIGHT ROAD MANAGER

  - 銅賞
    - COCO.NE

- 土木学会土木情報学特別賞
  - PCDB

- 日野市賞
  - 金賞
    - 子育てイベントカレンダー「ぽかぽか」日野市版

  - 銀賞
    - MY 防災ノート

  - 銅賞
    - OYA TALK

## 2017年受賞作品
- UDC2017ベスト地域拠点賞
  - 地域拠点新人賞
    - 沖縄ブロック、福井ブロック

  - ベスト地域拠点賞
    - 長野ブロック
- アイデア部門
  - 金賞
    - 詳細トイレ情報

  - 銀賞
    - POSTI
- データ部門
  - 金賞
    - 全天球カメラによる歩道現況調査

  - 銀賞
    - 衆議院小選挙区ポリゴンデータ

  - 銅賞
    - Ubiquitous Surveying
- アクティビティ部門
  - 金賞
    - code for kohoku 子供のためのマップ

  - 銀賞
    - とよのいいとこマップを広めたい

  - 銅賞
    - ちば保育園マップ
- アプリケーション部門
  - 金賞
    - 「互助」×「ICT技術」を活用した「みまもりあいプロジェクト」

  - 銀賞
    - めくるんの交通安全・日めくるん

  - 銅賞
    - 御願マイスター

## 2018年受賞作品
- 地域拠点賞
  - ベスト地域拠点賞
    - 愛知ブロック、岡山ブロック

  - 地域拠点新人賞
    - 新潟ブロック、三重ブロック

- アイデア部門
  - 金賞
    - トータル金魚ナビゲーション「Kingyo AI Navi」

  - 銀賞
    - グッバイ野良猫、ハロー地域猫

  - 銀賞
    - バスストップ～乗り降りお知らせアプリ～

- データ部門
  - 金賞
    - これからの「まびケア」に向けた避難所周辺施設情報

  - 銀賞
    - 都道府県議会会議録検索システム「ぎ～みる」

  - 銅賞
    - 国道・県道の構造的地理空間データ

- アクティビティ部門
  - 金賞
    - 安来市のオープンデータを活用して地域課題を研究する高校生の取り組み

  - 銀賞
    - 防災啓発アプリ オープンデータで自助の意識を高めよう

  - 銅賞
    - 隣のおじいちゃんが逃げ遅れないために僕ができること ～防災情報スピーカ～

- アプリケーション部門
  - 銀賞
    - 神エクセル解決アプリ「Excel→CSV」 単なる変換に非ず。オープンデータを促進し業務革新に誘う導火線ツール

  - 銅賞
    - とれくるPON 福井県嶺南観光アプリ

  - 銅賞
    - 議会を見える化するプロジェクト「議会マイニング」

- オープンガバメント推進協議会賞
  - 金賞
    - 隣のおじいちゃんが逃げ遅れないために僕ができること ～防災情報スピーカ～

  - 銀賞
    - バスストップ～乗り降りお知らせアプリ～

  - 銅賞 
    - これからの「まびケア」に向けた避難所周辺施設情報

- 日野市賞
  - 金賞
    - 鉄道地質　with　避難場所

  - 銀賞
    - みにばす旅

  - 銅賞
    - 将来の日野市を想像・創造していく

- 学生奨励賞
  - Wikiplate

インフラデータチャレンジ
- 最優秀賞「洪水・浸水シミュレータ」
- アイデア部門優秀賞「電車の座席売買マッチングサービス(SheetShare)における鉄道利用者数データを用いた、最適な座席買取価格計算」
- アイデア部門優秀賞「防災のためのデータ整理と再活用」
- データ部門優秀賞「Gray-Level Co-occurrence Matrixを用いた画像認識による高速道路の渋滞予測」
- データ部門優秀賞「国道・県道の構造的地理空間データ」
- アプリケーション部門優秀賞「MyCityConstruction」
- アプリケーション部門優秀賞「のってみりん」
- 鹿島賞「MyCityConstruction」
- 鹿島賞「防災のためのデータ整理と再活用」
- NEXCO賞「Gray-Level Co-occurrence Matrixを用いた画像認識による高速道路の渋滞予測」
- NEXCO賞「渋滞巻き込まれ時間が交通容量に与える影響の分析」
- パスコ賞「QGIS CSMapMaker」
- パスコ賞「PCArt」
- GTFS賞「GTFS経路形状作成ツール」
- GTFS賞「のってみりん」
- GTFS賞「高崎市内バスにおける乗り継ぎ接続性の評価ツールについての提案」
- 審査員特別賞「秋田県内の公共交通データ全線のGoogleマップ掲載」
- 審査員特別賞「QGIS Quick NDVI」

## 2019年受賞作品
- 地域拠点賞
  - ベスト地域拠点賞
    - 北海道ブロック

  - 地域拠点新人賞
    - 京都ブロック

- UDC2019
  - 金賞
    - 石造物3Dアーカイブ

  - 銀賞
    - 不審者・治安情報サービス「ガッコム安全ナビ」
    - OTTOP
    - 船内脱出ゲーム～船長からの挑戦状～
    - すその阿波踊り「にわか連」可視化サービス”にわかにGO”
    - 小城藩日記プロジェクト

  - 銅賞
    - おにどこデータソン
    - グラウンドデータの整備とオープンデータ化の取り組み
    - ロジねこ
    - 「まびケア」のその後：「まちケア」と防災に役立つデータセット公開
    - 自転車事故を無くしたいっ！Bicycle Scouter
    - プライバシに配慮した人流センサシステムの開発
    - 地域の課題をみつけだす 財政状況資料集Viewer
    - 各駅昼間運行本数データ
    - 川崎シビックパワーバトル2019

- オープンガバメント推進協議会賞
  - 金賞 	
    - 船内脱出ゲーム～船長からの挑戦状～

  - 銀賞
    - 「まびケア」のその後：「まちケア」と防災に役立つデータセット公開

  - 銅賞
    - 小城藩日記プロジェクト
- 国立国会図書館特別賞
  - あっちこっち　れはっち！
- 金沢市特別賞
  - 意義あり！
- 審査員特別賞
  - かぜおけ！
  - 洋ナシ画像のオープンデータ化～外観検査自動化を目指して～
  - 写真オープンデータ公開に向けて
  - Kingyo AI Navi（LINE版）
  - いきいきの輪

## 2020年受賞作品
- 一般部門
  - 金賞
    - アプリケーション「ガタリコ」チームガタリコ

  - 銀賞
    - アクティビティ「#すそのんエール飯ドライブスルー弁当市場 在庫お知らせサービス」Code for SUSONO
    - アクティビティ『ミュージカルとデータでまちの魅力発信！「川崎シビックプライド」』オープン川崎/Code for Kawasaki
    - アプリケーション「東広島テイクアウトマップアプリ」東広島テイクアウトプロジェクト
    - アイデア「空き地活用戦略本部」TAKETA空き地戦略本部
    - アイデア「迷わず乗れるもん」チームJin

  - 銅賞
    - アプリケーション「防災INSIGHT」斎藤仁志
    - アイデア「自転車とローカル線のつながり」ツナガルドボク
    - アプリケーション「食べてみりん」食べてみりんプロジェクト
    - アプリケーション「みんなの名前オープンにします。IPAmj, LibreOffice, and…」目黒純
    - アプリケーション「富山県公認新型コロナウイルス感染症対策サイト」寺田一世
    - アプリケーション「CivicTech俯瞰図鑑」俯瞰図鑑ズ
    - データ「静岡県 富士山南東部/伊豆東部 点群3DTilesデータ」柳下大
    - アクティビティ「senQyouプロジェクト」senQyou
    - アクティビティ「QGISを用いた地域課題の見える化」青葉区オープンデータPJ
- ビジネス・プロ部門
  - 最優秀賞
    - アプリケーション「道路の三次元点群データ配信基盤」インディゴ・ラボチーム

  - 優秀賞
    - アプリケーション「釣りドコ」TEAM釣りドコ
    - アプリケーション『「子どもとお出かけ情報サイトいこーよ」で地域の魅力再発見』アクトインディ株式会社
    - アプリケーション「マルチプラットフォーム対応の応急危険度判定支援ツール」ESRIジャパン株式会社
    - アプリケーション「触れる暑熱環境シミュレーション」SORAプロジェクト
- 実行委員会特別賞
  - 特別賞
    - アプリケーション「PETS×LINE Botで遊んじゃおう！学んじゃおう！」チームハルアオ
    - アクティビティ「1ｍメッシュ標高データの可視化～龍野高校グラウンドを例に～」龍野高校・課題研究 地理班
    - アイデア「Kidsプログラミングで、初めてのオープンデータ活用」伊牟田雅子
    - アクティビティ「課題解決の課題解決」SIDG(Social Innovation Design Group)
    - アプリケーション「岐阜県版新型コロナウイルス対策サイト」CODE for GIFU
    - アイデア「『アーバンデータチャレンジ2021』の応募件数を２倍にするためのアイデア」太田一穂
    - データ「江東5区の最寄り避難施設データ」小川大智
- オープンガバメント推進協議会特別賞
  - 金賞
    - アプリケーション『「子どもとお出かけ情報サイトいこーよ」で地域の魅力再発見』アクトインディ株式会社

  - 銀賞
    - アプリケーション「防災INSIGHT」斎藤仁志

  - 銅賞
    - アプリケーション「食べてみりん」食べてみりんプロジェクト
- 土木学会インフラデータチャレンジ賞
  - 特別賞
    - アプリケーション「OwnTwin」小関健太郎
- 国立国会図書館特別賞
  - 該当なし
- 地域拠点賞
  - ベスト地域拠点賞
    - 新潟ブロック

## 2021年受賞作品
- 一般部門
  - 金賞
    - アイデア『AEDシートとAED設置場所のオープンデータ化』UDC和歌山実行委員会

  - 銀賞
    - アプリケーション『由来のわかる地名カルタ「言の場」』青島英和
    - アイデア『未来を創る教育DX』ジオネクスト
    - アクティビティ『龍野高校周辺の内水氾濫ハザードマップ』TTN75

  - 銅賞
    - アプリケーション『地域交通・観光活性化を目的とした謎解きゲームアプリ「船内脱出ゲーム なぞなぞクジラと不思議な船」』チームうみねこパン
    - アイデア『佐賀水歴史マップ』チーム水歴史
    - アプリケーション『Sake Analyzer』日本酒Lovers
    - アクティビティ『室蘭時層写真プロジェクト』Code for Muroran
    - アクティビティ『シビックテック井戸端キャスト』Cキャス
    - アプリケーション『カーネル密度推定を利用した愛知県・犯罪ヒートマップ』椙山女学園大学
    - アプリケーション『GakutoBeat』すがけん2021
    - データ『新潟市道路網-POIグラフデータ』鈴木源吾
    - アプリケーション『インターネット不要！どこでもオフライン地図サーバ』チーム青学
    - アクティビティ『定年退職後のセカンドライフ適正診断ツール「人生これから診断」はたらく・学ぶ・たのしむ　さいたま市編の開発』シビックテックさいたま
    - アプリケーション『バスあと何分ミニサイネージ』がちもとさん
- ビジネス・プロフェッショナル部門
  - 最優秀賞
    - アプリケーション『Arakawa Digital Twin Online -荒川３Ｄ河川管内図 河川管理情報プラットフォームの構築-』国土交通省関東地方整備局荒川下流河川事務所

  - 優秀賞
    - アクティビティ『高山市におけるAIカメラを活用したデータ収集と地域での活用に向けて』名古屋大学 安田・遠藤・浦田研究室
    - アプリケーション『位置情報ベースのタスク管理ツール LOBSTA で防災施設の点検・報告作業をデジタル化』LOBSTA
    - アプリケーション『Urban Pulse – pg_scheduleserv によるスマートシティ向けスケジュールエンジン』pgRouting Team
    - アクティビティ『伝統産業ｘＩＴで美濃焼の地域ブランディングを推進する活動』CODE for GIFU
- オープンガバメント推進協議会特別賞
  - 金賞
    - アプリケーション『バスあと何分ミニサイネージ』がちもとさん

  - 銀賞*
    - アクティビティ『室蘭時層写真プロジェクト』Code for Muroran

  - 銅賞
    - アプリケーション『地域交通・観光活性化を目的とした謎解きゲームアプリ「船内脱出ゲーム なぞなぞクジラと不思議な船」』チームうみねこぱん
- 土木学会インフラデータチャレンジ賞
  - 特別賞
    - データ『道路名別高速道路路線データ』林由翔
    - データ『防災道の駅オープンデータ』中国地域防災道の駅オープンデータ推進プロジェクトチーム
    - アイデア『“間抜け”定期を使って！会おう！マップ』“間抜け”撲滅チーム
    - アプリケーション『被災状況早期検知システム』レジリエンスドローン
- 国立国会図書館特別賞
  - 該当なし
- UDC2021地域拠点賞
  - 岐阜ブロック

## 2022年受賞作品
- 一般部門
  - 金賞
    - アクティビティ『岐阜ロゲ』岐阜ロゲ

  - 銀賞
    - アクティビティ『橋梁流失リスクのオープンデータから始める気候変動適応ワークショップ「X-Bridge」』X-Bridge Project
    - データ『iPhoneで作るバリアフリーマップ』田中圭ゼミ
    - アプリケーション『メタ巡検ーメタバース上で行う新しいフィールドワークの提案ー』地理×女子

  - 銅賞
    - アプリケーション『関数創発コミュニティ『かんすうや』』かんすうや
    - アクティビティ『鬼死骸村絵図デジタルマップ』鬼死骸村探検隊
    - アプリケーション『防災アプリ「SHS災害.info」の開発』佐土原高校 情報技術部
    - アクティビティ『自治会活動のデジタル化～自治会をハックしよう～』Code for Muroran
    - アプリケーション『激アツ！昆虫マップ』チーム 激アツ
    - アプリケーション『ランダムな言葉でめぐる謎解き公園探索』横井武志
    - アイデア『インタラクティブなデジタルサイネージ Act-is』広田椋祐
    - データ『座標とれ～る』新・平岡
    - アプリケーション『Linked Data API Navi』uedayou
    - アクティビティ『子ども達とふるさとへの愛着を育てる「くさつお宝マップ」』草津おみやげラボ情報部
    - アクティビティ『豊山町における介護予防を目的としたデータの収集・活用』名古屋大学健康長寿グループ
- ビジネス・プロフェッショナル部門
  - 最優秀賞
    - アクティビティ『観光DX推進2022 in 飛騨高山』チームそしゃそやぞ

  - 優秀賞
    - アプリケーション『みんなが使える、パッとわかる オープンデータ活用プラットフォーム Class Studio』鈴鹿守俊
    - アプリケーション『インフラ構造物の工事/業務/点検結果などの情報を3D管理するアプリケーション』富士通株式会社 社会システム事業本部
    - アプリケーション『浸水想定区域における道路維持管理計画の策定支援』パシフィックコンサルタンツ株式会社/株式会社三英技研
    - アプリケーション『PLATEAU YOKOHAMA タンジブルインタフェース』PLATEAU YOKOHAMA Project
- 実行委員会特別賞
  - 該当なし
- 学生奨励賞
  - アイデア『規制緩和によるドローン到達可能エリアシミュレーションマップ』田村俊太朗
  - アイデア『商店街イベント応援プロジェクトと店舗オープンデータの活用』神島高校「神島屋」
- 国土交通データチャレンジ特別賞
  - アイデア『ハザードマップゲーム（遊ぶハザードマップ）』ディレクティングマップ
  - アプリケーション『インフラ構造物の工事/業務/点検結果などの情報を3D管理するアプリケーション』富士通株式会社 社会システム事業本部
  - アプリケーション『浸水想定区域における道路維持管理計画の策定支援』パシフィックコンサルタンツ株式会社/株式会社三英技研
- 土木学会インフラデータチャレンジ賞
  - アプリケーション『耳で聞く水害ハザードマップ』長田英幸
  - アクティビティ『橋梁流失リスクのオープンデータから始める気候変動適応ワークショップ「X-Bridge」』X-Bridge Project
  - アクティビティ『看護学生がつくるバリアフリーの3Dタウン』ミッションタウン3D化チーム
- オープンガバメント推進協議会特別賞
  - 金賞
    - アクティビティ『自治会活動のデジタル化～自治会をハックしよう～』Code for Muroran

  - 銀賞
    - アクティビティ『ねこにげ～ペットと避難できる避難所マップ～』チームnekonige🐈

  - 銅賞
    - アプリケーション『鯉のテーマパーク「鯉っちゃう？」』鯉っちゃう？制作委員会
- 国立国会図書館特別賞
  - アイデア『関数創発コミュニティ『かんすうや』』かんすうや
- 地域拠点賞
  - ベスト地域拠点賞
    - 岩手ブロック

  - 地域拠点新人賞
    - 該当なし

## 2023年受賞作品
- 一般部門
  - 金賞
    - アイデア『「Knight モード」で帰らナイト。』Stature 168

  - 銀賞
    - アプリケーション『みんなのトイレマップ』みんなのトイレマッププロジェクト
    - アクティビティ『GoVote KAWASAKI ～さそいあって選挙にいこう！～』GoVote KAWASAKI
    - アプリケーション『車窓Grapher』あなたの車窓から

  - 銅賞
    - アクティビティ『岐阜ロゲ ver.2』岐阜aiネットワーク
    - データ『日本全国の町丁目別緑被率オープンデータ』鶴清藤
    - アクティビティ『防災かるたアプリを活用した子供の防災意識改善に関する取り組み』Code for Nagoya
    - アクティビティ『HIYAMAP～GISを活用した安心・安全な「まち」づくり～』アゼンジャーズ
    - アプリケーション『人流データによる地域魅力度可視化システム』近藤恵介
    - アプリケーション『ラーメン食べても罪滅ぼしウォーキング』ラーメン(0kcal)
    - アクティビティ『桜咲プロジェクト in 奈良』YuMakeシビックテックチーム+奈良先端科学技術大学院大学 ユビキタスコンピューティング研究室
    - アプリケーション『Bus TimeTable by Edge Runtime』BuTTER
    - アプリケーション『PLATEAUを利用した名古屋市の犯罪マップと類似領域検索』向直人
    - データ『石橋供養塔から復元する江戸時代の交通環境 ‐埼玉県坂戸市を事例として‐』石橋を叩いて渡る
- ビジネス・プロフェッショナル部門
  - 最優秀賞
    - アプリケーション『似た境遇のひとり親同士が繋がれ相談し合えるトークアプリ「ペアチル」』

  - 優秀賞
    - アクティビティ『メタ観光』メタ観光推進機構
    - アプリケーション『GTFSデータの整備及び利活用促進のためのツール群の開発』西澤明
    - アプリケーション『地方公共交通の運用の効率測定を自動化するMaaS DXサービス』高知工科大学+シンギュラリティ・ソサエティ
    - まちづくり・都市計画	アイデア『CrossPlatform GISViewer』田中宏典
- 実行委員会特別賞
  - アプリケーション『獣害マップ』獣害マップチーム
  - データ『安芸高田市に人を集めたい！』神楽って知ってますか?
- 学生奨励賞
  - データ『石橋供養塔から復元する江戸時代の交通環境 ‐埼玉県坂戸市を事例として‐』石橋を叩いて渡る
  - アプリケーション『読み聞かせナビ』ちょこうどん
  - アクティビティ『ウィキペディアで地域情報を世界に発信』オープン川崎&専修大学
- 国土交通データプラットフォーム特別賞
  - アプリケーション『長野県の橋梁GIS』株式会社長野技研
  - アプリケーション『道の駅API』東京福祉専門学校IT医療ソーシャルワーカー科
  - アプリケーション『車窓Grapher』あなたの車窓から
  - アプリケーション『PLATEAUを利用した名古屋市の犯罪マップと類似領域検索』向直人
- GBFS特別賞
  - アプリケーション『エンサイクルペディア』東京福祉専門学校IT医療ソーシャルワーカー科
- GTFS賞最優秀賞
  - アプリケーション『Bus TimeTable by Edge Runtime』BuTTER
- GTFS賞優秀賞
  - データ『安芸高田市に人を集めたい！』神楽って知ってますか?
  - アプリケーション『地方公共交通の運用の効率測定を自動化するMaaS DXサービス』高知工科大学+シンギュラリティ・ソサエティ
- 国立国会図書館特別賞
  - 該当なし
- BODIK奨励賞
  - アプリケーション『日本全国WiFi探しの旅』BODIK賞欲しい
  - アプリケーション『どこでも使えるWEBスタンプラリー』藤岡大貴
  - データ『熊本県文化財一覧 地図検索』境章
  - アクティビティ『マイ議会　―地方議会のオープンデータ体験プラットフォーム―』yogikai
  - データ『玉名市文化財を地図上検索』境章
  - データ『地図で見る熊本市校区別世帯数』境章
  - データ『オープンデータ検索・取組状況可視化アプリ』下田眞聡
- 地域拠点賞
  - ベスト地域拠点賞
    - 宮城拠点

  - 地域拠点新人賞
    - 広島拠点

## 2024年受賞作品
- 一般部門
  - 金賞
    - ヒヤリハットから作成するバリアフリーマップ

  - 銀賞
    - 名大生・山高生によるデータを利活用した観光まちづくりin飛騨高山
    - PhotoBot
    - 岐阜ロゲ ver.3
    - プレイ＆サバイブ
    - 和光市こどもの居場所オープンデータ

  - 銅賞
    - デジタル地球儀
    - 人流ハック　～データで遊ぶ都市体験～
    - 千葉移住サポートデータ
    - 廃食油回収アプリ「ナビッシュ」の提案～捨てない未来の新エネルギー～
    - 地方移住支援アプリ「移住シミュレーション」
    - 広島県におけるデータ利活用の取り組みについて
    - 柑橘類産地としての持続性の維持・向上のために－ 支援ツールとしての地形データ等を活用した3DWebGIS －
    - おでかけ提案アプリ まちマッチング
    - 内水氾濫常襲地における被害予測
    - 「もちコレ」を活用した「お餅トッピングパーティ」の実践
    - ぽいくる（Poicle）
- ビジネス・プロフェッショナル部門
  - 最優秀賞
    - SAGAスマート街なかプロジェクトの議論支援システム群

  - 優秀賞
    - みんなの自主防
    - 『インフラすごろく』　〜インフラツーリズムのラストワンマイルを解決して、すごろくをめぐるようにインフラめぐり〜
    - AIを活用した地域資源の発掘と地域助け合いネットワークの構築
    - 駅キャラFILES
- 実行委員会特別賞
  - 玉名未来づくり研究所
- 学生奨励賞
  - ポイバスター～ポイ捨てゴミを捕獲して街と一緒にレベルアップ！～
  - 埼玉県全域における石橋供養塔のアーカイブ化
- GBFS特別賞
  - 該当なし
- GTFS特別賞
  - おでかけ提案アプリ まちマッチング
  - ぽいくる（Poicle）
- BODIK賞
  - 該当なし
- 土木学会賞
  - ぽいくる（Poicle）
- 地域拠点賞
  - ベスト地域拠点賞
    - 埼玉拠点